# Risnästräsket
Risnästräsket är en sjö i Finland. Den ligger i kommunen Närpes i den ekonomiska regionen Sydösterbotten och landskapet Österbotten, i den sydvästra delen av landet, 300 km nordväst om huvudstaden Helsingfors. Risnästräsket ligger 39 meter över havet. I omgivningarna runt Risnästräsket växer i huvudsak blandskog. Arean är 10,7 hektar och strandlinjen är 1,86 kilometer lång. Sjön  ingår i Bottenhavets kustområde. 
Risnästräsket ligger vid sumpmarken Risnäsmossen.